# رولف آموت
رولف آآموت Rolf Aamot (ولد في برجن 1934) رسام نرويجي ومخرج سينمائي ومصور فوتوغرافي.
يعتبر من رواد الرسم الإلكتروني واستخدام التكنولوجيا الحديثة في الفن، والجمع بينها وبين الفنون التقليدية كالرسم والمسرح والسينما والباليه.
وفي صوره الفوتوغرافية يميل إلى الموضوعات المجردة. أقام العديد من العارض في الدول الإسكندنافية وفرنسا وبلجيكا وألمانيا وإيطاليا والاتحاد السوفييتي وبولندا واليابان والولايات المتحدة.
من أشهر لوحاته الإلكترونية «الدم والأرض».

## وصلات خارجية
- رولف آموت على موقع IMDb (الإنجليزية)
- رولف آموت على موقع ميوزك برينز (الإنجليزية)
- رولف آموت على موقع ديسكوغز (الإنجليزية)

الموقع الرسمي Rolf Aamot